# Вуглекислотний лазер

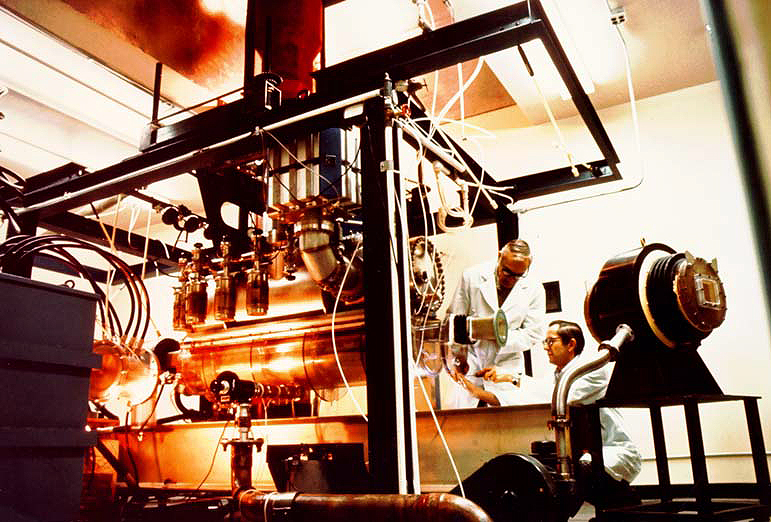

Вуглекислотний лазер — лазер на вуглекислому газі (CO2 лазер), один з перших типів газових лазерів. Винайдений в 1964 році.
Вуглекислотний лазер — один з найпотужніших лазерів з безперервним випромінюванням на початок XXI століття. ККД лазера може досягати 20%.
Використовуються для гравіювання (в тому числі гуми і пластиків), різання (органічного скла, фанери і металів), зварювання металів (в тому числі металів з дуже високою теплопровідністю, таких як алюміній і латунь), в медицині.
Вуглекислотні лазери випромінюють в інфрачервоному діапазоні з довжиною хвилі від 9,4 до 10,6 мкм.
Лазер складається з герметичної трубки з вуглекислим газом як робочим тілом і оптичного резонатора. Накачування енергії проводиться за допомогою електричних розрядів в газі. Під дією струму атоми газу переходять в збуджений стан з наступним випромінюванням фотона. Оптичний резонатор, виконаний з двох дзеркал на торцях трубки, визначає напрямок випромінювання. Частина потоку фотонів відбирається з лазера через одне з дзеркал, зроблене напівпрозорим, і формує корисне випромінювання, інша частина відбивається всередину лазера та сприяє випромінюванню.
Активним середовищем вуглекислотних лазерів є газоподібна суміш вуглекислого газу (CO2), азоту (N2), гелію (He). Іноді в суміш також додається водень (H2) або ксенон (Xe). Домішки необхідні для зниження потенціалу запалювання газу в лазері, забезпечення так званого ефекту Пеннінга. Співвідношення концентрацій газів в суміші залежить від його конкретної реалізації. Концентрації CO2 і N2 в суміші звичайно становлять 5-20%.
Вуглекислотні лазери невеликої (десятки ват) є предметом конструювання аматорів.